# Шейн, Александр Александрович
Александр Александрович Шейн (род. 27 сентября 1976, Москва) — российский кинорежиссёр, сценарист, продюсер, монтажёр.

## Биография
Окончил режиссёрский факультет ГИТИСа (ныне РИТИ — ГИТИС), актёрская группа, мастерская Бориса Голубовского, затем поступил на режиссёрский факультет ВГИКа, мастерская Владимира Наумова, который окончил в 2000 году.
В 1999 году вместе с Гией Лордкипанидзе и Виктором Такновым создаёт студию 2ПЛАN2, основной задачей которой стало объединение творческих сил в поиске «новой эстетической реальности». В 2019 году вместе с Виктором Такновым вышел из состава учредителей 2ПЛАН2.

## Семья
Отец — Александр Самуилович Шейн (1933—2015), режиссёр театра и кино, киносценарист.
Мать — Ирина Романовна Павлова (род. 1945), геофизик.
Сестра — Екатерина Александровна Шейн.
Брат — Андрей Георгиевич Павлов (род. 1966).
Жена (в разводе) — Ольга Никитична Беликова (род. 1977)
- Сын — Филипп Александрович Шейн (род. 8 марта 1999 года), студент школы студии МХАТ.

Гражданская жена (2009—2017) — Чулпан Наилевна Хаматова (род. 1975), российская и латвийская актриса театра и кино, общественный деятель. Народная артистка Российской Федерации.
- Дочь — Ия (род. 27 апреля 2010 года)[2].
- Сын — Александр Александрович Шейн (род. 7 ноября 2017 года).

## Фильмография

### Актёрские работы
1. 2002 — Смеситель
2. 2003 — Кармен — Щегол
3. 2005 — 9 рота — Патефон
4. 2007 — Джоконда на асфальте
5. 2008 — Обитаемый остров — следователь
6. 2014 — Звезда — галерист
7. 2022 — Омут — здоровяк

### Режиссёрские работы

#### Полнометражные художественные фильмы
1. 2002 — Смеситель (полнометражный художественный)
2. 2004 — Другой район (телевизионный полнометражный)
3. 2017 — ВМаяковский (полнометражный художественный)

#### Короткометражные фильмы
1. 1998 — Измена (короткометражный)
2. 1999 — Утро не время для девочек (короткометражный)

#### Полнометражные документальные фильмы
1. 2010 — Виноградов и Дубосарский: Картина на заказ (из цикла «Антология современного искусства», документальный. Совместно с Е. Миттой)
2. 2014 — Тимур Новиков. Ноль Объект (из цикла «Антология современного искусства», документальный)[3].
3. 2017 — Назидание (совместно с Б. Юханановым)
4. 2019 — Лаканично (в рамках проекта Атлас ВМаяковский)
5. 2024 — Всё Всего (фильм эссе)

### Сценарные работы
1. 2010 — Виноградов и Дубосарский: картина на заказ (из цикла «Антология современного искусства», документальный)
2. 2014 — Тимур Новиков. Ноль Объект (из цикла «Антология современного искусства», документальный)
3. 2017 — ВМаяковский
4. 2024 — Всё Всего (фильм эссе)

### Продюсерские работы
1. 2006 — Эйфория (полнометражный)
2. 2007 — День рождения инфанты (документальный)
3. 2009 — Олег Кулик: Вызов и Провокация (из цикла «Антология современного искусства», документальный)
4. 2010 — Беспорно (полнометражный)
5. 2010 — Виноградов и Дубосарский: Картина на заказ (из цикла «Антология современного искусства», документальный фильм)
6. 2010 — Америка (полнометражный)
7. 2011 — Летит (полнометражный)
8. 2011 — Важняк (телесериал)
9. 2011 — Башня 1 и 2 (телесериал)
10. 2011 — ЧС: Чрезвычайная ситуация (телесериал)
11. 2014 — Тимур Новиков. Ноль Объект (из цикла «Антология современного искусства», документальный)[3].
12. 2017 — ВМаяковский (полнометражный художественный)
13. 2017 — Назидание (документальный)
14. 2019 — Лаканично (в рамках проекта Атлас ВМаяковский)
15. 2024 — Всё Всего (фильм эссе)

### Художник
1. 2014 «37+1. ПАНК-ДИВИНАЦИЯ» Выставка ЦСИ «Заря» (Центр современного искусства. Владивосток)
2. 2014 «ТИМУР НОВИКОВ. НОЛЬ ОБЪЕКТ» Инсталляция ММАМ (Московский Мультимедиа Арт Музей)
3. 2014 «ТИМУР НОВИКОВ. НОЛЬ ОБЪЕКТ» Фильм Parallel-10. Параллельная программа Европейской биеннале современного искусства «Манифеста10»
4. 2016 «АТЛАС МАЯКОВСКИЙ. ФИЛЬМ ЛАКОНИЧНО» Основная программа Европейской биеннале современного искусства «Манифеста 11»
5. 2017 «ПЕРЕДАЁМ СИГНАЛЫ ТОЧНОГО ВРЕМЕНИ» Инсталляция. ЦСИ Винзавод (совместно с Николаем Молоком)
6. 2018 «Атлас В. Маяковский» Междисциплинарный проект Государственной Третьяковской галереи

## Награды и номинации
- Смеситель

- Приз Президентского Совета Открытого российского кинофестиваля «Кинотавр»
  - Эйфория

  - «Малый золотой лев» на 63-м МКФ в Венеции
  - «Гран при» программы «Новые фильмы, новые режиссёры» на 22-м Варшавском МКФ
  - «Лучшая полнометражная лента» и Приз Международной федерации кинопрессы на 36-м МКФ в Киеве «Молодость»
  - «Гран-при» на Фестивале восточного и центрального европейского кино в Висбадене
  - Специальный диплом жюри на 17-м Открытом российском кинофестивале «Кинотавр»
  - «Открытие года» и «Лучшая музыка» к фильму на национальной премии Российской Академии кинематографических искусств «Ника»

  - День рождения инфанты

  - «Лучший дебют» на 4-м фестивале отечественного кино «Московская премьера»
  - Участник основного конкурса 18-го Открытого российского кинофестиваля «Кинотавр»

  - Олег Кулик: Вызов и Провокация (из цикла «Антология современного искусства») (полнометражный документальный фильм, режиссёр Евгений Митта, автор сценария Евгений Митта)

  - Приз за лучший полнометражный фильм на видео в цифровом формате «Кино без кинопленки» на Открытом фестивале кино стран СНГ, Латвии, Литвы и Эстонии «Киношок»

  - ВМаяковский

  - Приз гильдии киноведов и кинокритиков России и специальный приз жюри на XXVI международном кинофестивале «Окно в Европу» в Выборге